# Lagarosiphon rubellus
Lagarosiphon rubellus là một loài thực vật có hoa trong họ Hydrocharitaceae. Loài này được Ridl. mô tả khoa học đầu tiên năm 1886.